# Malcolm Fraser
Pour les articles homonymes, voir Fraser.
John Malcolm Fraser, né le 21 mai 1930 à Melbourne (Victoria) et mort le 20 mars 2015 dans la même ville, est un homme d'État libéral australien qui est le vingt-deuxième Premier ministre d’Australie du 11 novembre 1975 au 11 mars 1983. Il succède à Gough Whitlam après la chute de son gouvernement et, après deux élections victorieuses, il est défait par Bob Hawke, qui lui succède.

## Jeunesse
Fraser est né à Toorak un quartier de Melbourne, la capitale du Victoria. Sa famille est connue du monde politique puisque son grand-père, Simon Fraser, est parlementaire du Victoria avant d’être sénateur fédéral. Fraser fait ses études secondaires à Geelong puis à Melbourne avant d’acquérir un diplôme de sciences politiques et économiques de l’université d'Oxford en 1952.
Fraser échoue de dix-sept voix dans sa première tentative de conquête de la circonscription de Wannon en 1954. Mais aux élections de l’année suivante, il remporte le siège avec plus de 5 000 voix d’avance, siège qu'il garde jusqu'à sa retraite. Il devient ainsi le plus jeune député du Parlement australien. En 1956, il épouse Tamara « Tamie » Beggs (née le 28 février 1936), fille d'un éleveur. Le couple a quatre enfants.

## À la conquête du pouvoir
Fraser acquiert très vite une réputation droitière dans son parti, ce qui freine son ascension ministérielle. Il n'est nommé ministre de la Défense par Harold Holt qu'en 1966, à l'époque controversée de la guerre du Viet Nam. Dans le gouvernement de John Gorton, il devient d’abord ministre de l’Éducation et en 1968, il reprend le poste de ministre de la Défense, un véritable défi à l’époque en raison de l’engagement important de l’Australie dans la guerre du Viet Nam et des protestations de la population que cela entraîne.
Le 8 mars 1971, Fraser démissionne brusquement pour protester contre les interventions répétées de Gorton dans ses responsabilités ministérielles. Cela entraîne la chute de Gorton et son remplacement au poste de Premier ministre par William McMahon. Dans le gouvernement McMahon, Fraser redevient ministre de l’Éducation. Quand les libéraux sont battus aux élections fédérales de 1972 par les travaillistes, dirigés par Gough Whitlam, il passe dans l’opposition dans un parti dirigé par Billy Snedden.

## Fraser et la «démission» de Whitlam
Après la défaite de Snedden aux élections fédérales de 1974, Fraser s’empare de la direction du parti libéral. En 1975, alors que le gouvernement Whitlam est secoué par de nombreux scandales ministériels, Fraser choisit de profiter de sa majorité sénatoriale pour faire repousser le vote du projet de loi des finances pour provoquer de nouvelles élections. Après plusieurs mois de blocage pendant lesquels le gouvernement étudie en secret des méthodes pour se procurer de l'argent sans avoir à passer par le Parlement, le gouverneur général John Kerr intervient en mettant fin aux fonctions de Whitlam le 11 novembre 1975. Fraser est immédiatement nommé premier ministre chargé d'expédier les affaires courantes le temps d’organiser de nouvelles élections.
Fraser est accusé par Whitlam et ses successeurs de s’être comporté honteusement dans le renversement d’un gouvernement démocratiquement élu, et son rôle dans la destitution de Whitlam reste l’un des principaux sujets de controverse de l’histoire politique australienne.

## Premier ministre
Aux élections de décembre 1975, la coalition des partis libéral-Country remporte une large victoire, aidée en cela par la presse du groupe de Rupert Murdoch, qui a soutenu les travaillistes. La coalition remporte presque aussi facilement une deuxième élection en 1977. Le parti a la majorité absolue des voix dans les deux élections mais décide tout de même de s'associer au Country Party pour gouverner.
Fraser annule rapidement quelques-unes des réformes du gouvernement travailliste comme la création d'un Ministère de la communication, et il fait de profondes modifications dans le système d'assurance santé universel Medibank. Il maintient d'abord le niveau d'imposition de son prédécesseur mais très rapidement, les impôts augmentent. Il réussit ainsi à juguler l'inflation qui s'était envolée sous le gouvernement de son prédécesseur.
Bien que surnommé le « gang du rasoir » en raison des nombreuses coupes faites dans les dépenses publiques notamment au niveau de la télévision (l'« Australian Broadcasting Corporation »-ABC), le gouvernement Fraser n'applique pas le programme conservateur que ses ennemis politiques annonçaient et que certains de ses partenaires auraient souhaité. À la surprise générale, il se montre modéré dans sa façon de gouverner ce qui provoque un certain mécontentement de son Ministre des finances, John Howard, et d'autres ministres thatchéristes de son gouvernement, qui sont partisans d'une plus grande rigueur budgétaire. Cependant, les réformes se heurtent à une augmentation du chômage, qui atteint des records sous son gouvernement en partie par les effets persistants de la crise du pétrole commencée en 1973.
Fraser mène une politique étrangère active. Il encourage l'abolition de l'apartheid en Afrique du Sud et refuse à l'avion qui amenait l'Équipe d'Afrique du Sud de rugby à XV à se ravitailler en Australie alors qu'elle allait affronter l'équipe de Nouvelle-Zélande Auparavant, l'équipe de ski nautique qui avait été autorisée à faire escale en Australie sur sa route vers la Nouvelle-Zélande, se vit retirer l'autorisation par le gouvernement
Fraser s'oppose à la politique du régime suprémaciste blanc en Rhodésie du Sud. Lors de la conférence du Commonwealth de 1979, avec son homologue due Nigéria, il convainc Margaret Thatcher, la nouvelle Premier ministre britannique, de ne pas reconnaître le gouvernement de Abel Muzorewa, contrairement à ce qu'elle avait promis. Cela entraîne la signature des Accords de Lancaster House, qui débouchent sur l'élection de Robert Mugabe comme chef d'état du nouveau Zimbabwe en 1980.
Sous le gouvernement de Fraser, l'Australie reconnait l'annexion du Timor oriental par l'Indonésie bien que cela entraîne l'accueil de nombreux habitants du Timor oriental en Australie.
Fraser est un ardent admirateur des États-Unis et soutient le boycott des Jeux olympiques d'été de 1980 à Moscou. Cependant, bien qu'il ait convaincu un certain nombre d'athlètes de ne pas participer aux compétitions, Fraser n'essaya pas d'empêcher le Comité olympique australien d'envoyer des compétiteurs à Moscou.
Sa politique d'immigration surprit aussi ses adversaires. Selon des archives de son gouvernement, il demande un comportement humain pour admettre des réfugiés à se réinstaller en Australie. Fraser encourage l'immigration en provenance des pays asiatiques et permet à de nombreux réfugiés de s'installer en Australie. Il encourage le multiculturalisme et crée un système public de radio et de télévision multilinguistique, le « Special Broadcasting Service » (SBS), une idée de Whitlam.
Fraser fait voter des lois pour rendre aux aborigènes le contrôle de leurs espaces traditionnels dans le Territoire du Nord mais ne veut pas imposer ces lois aux gouvernements conservateurs des États de la fédération de l'époque.

## Déclin et la chute
Lors des élections de 1980, Fraser voit sa majorité se réduire fortement et sa coalition perd le contrôle du Sénat. Fraser reste convaincu de tenir tête au parti travailliste, conduit par Bill Hayden, mais en 1982, l'économie connait une récession sévère et la révélation de moyens utilisés par d'éminents libéraux pour échapper aux impôts fait plonger le gouvernement. Un ministre populaire de son gouvernement, Andrew Peacock, démissionne et lui conteste la direction du parti, mais il est battu lorsque Fraser l'emporte en 1981. Néanmoins, tout cela a considérablement affaibli Fraser politiquement.
À la fin de 1982, il devient de plus en plus évident que le populaire leader syndical Bob Hawke va remplacer Hayden à la tête du parti travailliste. Fraser veut organiser une élection très rapidement avant ce remplacement, mais il en est empêché par un scandale d'évasion fiscale et par des problèmes de santé. Lorsque Fraser peut agir, il est trop tard. Le 5 mars, le jour où Fraser convoque les électeurs pour de nouvelles élections, Hawke remplace Hayden comme leader du parti travailliste et comme chef de l'opposition. Fraser est lourdement battu et il démissionne aussitôt de son poste de parlementaire.
Le parti libéral reste dans l'opposition pour treize ans jusqu'en 1996, et les libéraux rendent Fraser responsable de cette situation par les occasions gâchées lorsqu'il était au gouvernement. Fraser en est profondément blessé et s'écarte de son parti. Le gouvernement de Hawke le soutient en vain dans sa tentative de devenir Secrétaire général des Nations unies.
Fraser critique ouvertement le gouvernement libéral de John Howard (1996-2007) en dénonçant le manque de compassion de ce dernier envers les Aborigènes et les demandeurs d'asile. Il quitte le Parti libéral en 2010 et critique également les politiques de Tony Abbott, devenu Premier ministre libéral en 2013.
Il meurt « paisiblement » le matin du 20 mars 2015 « après une courte maladie ».